# Canton d'Ars-en-Ré
Le canton d'Ars-en-Ré est une ancienne division administrative française située dans le département de la Charente-Maritime et la région Poitou-Charentes.

## Géographie
Ce canton était organisé autour d'Ars-en-Ré de l'Île de Ré dans l'arrondissement de La Rochelle. Son altitude variait de 0 m (Ars-en-Ré) à 18 m (Saint-Clément-des-Baleines) pour une altitude moyenne de 4 m.

## Représentation

### Conseillers d'arrondissement (de 1833 à 1940)
| Période                                  | Période                 | Identité                                    | Étiquette      | Qualité |
| ---------------------------------------- | ----------------------- | ------------------------------------------- | -------------- | --- |
| 1833                                     | 1839                    | Pierre Melchior Coutret                     |                | Négociant, maire de Loix                                                                                    |
| 1839                                     | 1845                    | Pierre-Jacques Neveur-Dupeux                |                | Négociant à La Rochelle, propriétaire à Ars                                                                 |
| 1845                                     | 1848                    | Étienne René Jean Dubois-Lepage (1786-1867) |                | Juge de paix du canton, propriétaire à Ars                                                                  |
|                                          |                         |                                             |                | |
| 1852                                     |                         | M. Gérin                                    |                | |
|                                          |                         |                                             |                | |
| 1877                                     | 1891 (décès)            | Pierre-Paul Simon (1839-1891)               |                | Instituteur - titulaire des Palmes Académiques puis Négociant, maire d'Ars, suppléant de la Justice de paix |
| 19 juillet 1891                          | 1895                    | Victor Pelletier (1834-1906)                |                | Ancien instituteur, cultivateur à Saint-Martin                                                              |
| 1895                                     | 1921                    | Étienne-Philippe Brin                       | Républicain RG | Négociant à Loix, Président du Conseil d'arrondissement                                                     |
| 1922                                     | 1928                    | Ferdinand Lucas                             |                | Ingénieur des Ponts et Chaussées, maire d'Ars-en-Ré                                                         |
| 1928                                     | 15 déc.1937 (démission) | Jacques Moinet (1899-1985)                  | PRS            | Médecin, maire d'Ars-en-Ré (1929-1966)                                                                      |
|                                          |                         |                                             |                | |
| 1940                                     |                         |                                             |                | Les conseils d'arrondissement ont été suspendus par la loi du 12 octobre 1940 et n'ont jamais été réactivés |
| Les données manquantes sont à compléter. |                         |                                             |                | |

### Conseillers généraux de 1833 à 2015
De 1833 à 1848, les cantons d'Ars et de Saint-Martin avaient le même conseiller général. Le nombre de conseillers généraux était limité à 30 par département.
| Période | Période          | Identité                                      | Étiquette          | Qualité |
| ------- | ---------------- | --------------------------------------------- | ------------------ | --- |
| 1833    | 1848             | Daniel Rivaille-Déchézeaux                    |                    | Négociant, maire de Saint-Martin-de-Ré (1830-1856) |
| 1848    | 1861             | Pierre-Jacques Neveur-Dupeux                  |                    | Propriétaire à La Rochelle, négociant à Ars, ancien conseiller d'arrondissement                                                                                      |
| 1861    | 1871 (décès)     | Honoré Genest (1812-1871)                     |                    | Notaire, maire d'Ars-en-Ré |
| 1871    | 1877             | François Edmé Julien Finot                    | Républicain        | Notaire à Ars-en-Ré |
| 1877    | 1898 (décès)     | Émile Delmas                                  | Modéré             | Armateur - Député (1885-1893) |
| 1899    | 1921 (démission) | Pierre Méjasson                               | Républicain modéré | Médecin à Ars-en-Ré |
| 1921    | 1925             | Étienne-Philippe Brin                         | RG                 | Maire de Loix, Président du Conseil d'arrondissement |
| 1925    | 1937             | André Hesse                                   | Rad.               | Avocat Maire de La Rochelle (1928-1929) Député (1910-1919 et 1924-1936) Ministre (1925 et 1926)                                                                      |
| 1937    | 1940             | Jacques Moinet (1899-1985)                    | PRS                | Médecin, maire d'Ars-en-Ré (1929-1966), conseiller d'arrondissement                                                                                                  |
|         |                  |                                               |                    | |
| 1945    | 1963 (démission) | Jacques Moinet                                | Rad.               | Médecin, maire d'Ars-en-Ré (1929-1966) |
| 1963    | 1976             | Renée Moinet (1901-1992, épouse du précédent) | Rad.               | |
| 1976    | 1994             | François Blaizot                              | UDF-CDS            | Ingénieur général du génie rural en retraite Président du Conseil Général de la Charente-Maritime (1985-1994), sénateur (1989-1998), conseiller régional (1985-1989) |
| 1994    | 2008             | Paul Neveur                                   | RPR puis MPF       | Chef d'entreprise maire de La Couarde-sur-Mer (1983-2008) |
| 2008    | 2015             | Lionel Quillet                                | DVD                | Chef d'entreprise, maire de Loix depuis 1995 Président de la Communauté de Communes de l'Ile de Ré                                                                   |

### Historiques des élections cantonales

#### Élections de 2008
| Candidat           | Parti | %      | Voix |
| ------------------ | ----- | ------ | ---- |
| Lionel Quillet     | DVD   | 50,9 % | 1699 |
| Jean-Louis Olivier | UMP   | 27,9 % | 1250 |
| Annie Deniel       | PS    | 21,2 % | 877  |

#### Élections de 2001
| Candidat              | Parti | %      | Voix |
| --------------------- | ----- | ------ | ---- |
| Paul Neveur           | RPR   | 59,0 % | 1661 |
| Pain                  | PS    | 11,8 % | 333  |
| Claude Mossé          | Verts | 11,4 % | 321  |
| Vrignaud              | PCF   | 9,9 %  | 279  |
| de La Fontaine Solare | FN    | 4,9 %  | 139  |
| Grisun                | MNR   | 2,8 %  | 80   |

#### Élections de 1994
| Candidat    | Parti | %       | Voix |
| ----------- | ----- | ------- | ---- |
| Paul Neveur | RPR   | 100,0 % | 1268 |

#### Élections de 1988
| Candidat          | Parti | %      | Voix |
| ----------------- | ----- | ------ | ---- |
| François Blaizot  | UDF   | 64,9 % | 1126 |
| Marie-Josée Denys | PS    | 21,9 % | 380  |
| Breuil            | FN    | 7,0 %  | 121  |
| Nicolic           | PCF   | 6,3 %  | 109  |

#### Élections de 1982
| Candidat         | Parti | %      | Voix |
| ---------------- | ----- | ------ | ---- |
| François Blaizot | UDF   | 58,2 % | 1200 |
| Philippe Péan    | SE    | 17,5 % | 361  |
| Henri de Clarens | PS    | 12,7 % | 261  |
| Mercereau        | PCF   | 11,6 % | 239  |

#### Élections de 1976
| Candidat            | Parti | %      | Voix |
| ------------------- | ----- | ------ | ---- |
| François Blaizot    | MAJ   | 57,6 % | 1096 |
| Jean-Pierre Goumard | PS    | 42,4 % | 806  |

#### Élections de 1970
| Candidat     | Parti | %      | Voix |
| ------------ | ----- | ------ | ---- |
| Renée Moinet | RAD   | 87,5 % | 1222 |
| Descamps     | SE    | 12,5 % | 175  |

## Composition
Le canton d'Ars-en-Ré regroupait cinq communes de l'Île de Ré et comptait 4 481 habitants (recensement de 1999 sans doubles comptes).
| Communes                   | Population (2012) | Code postal | Code Insee |
| -------------------------- | ----------------- | ----------- | ---------- |
| Ars-en-Ré                  | 1 312             | 17590       | 17019      |
| La Couarde-sur-Mer         | 1 231             | 17670       | 17121      |
| Loix                       | 703               | 17111       | 17207      |
| Les Portes-en-Ré           | 647               | 17880       | 17286      |
| Saint-Clément-des-Baleines | 726               | 17590       | 17318      |

## Démographie
| 1962  | 1968  | 1975  | 1982  | 1990  | 1999  | 2006  | 2011  | 2012  |
| ----- | ----- | ----- | ----- | ----- | ----- | ----- | ----- | ----- |
| 2 919 | 3 026 | 3 183 | 3 341 | 4 022 | 4 481 | 4 619 | 4 613 | 4 527 |